# Vrhniška jama
Vrhniška jama je kraška jama, ki se nahaja v neposredni bližini bunkerja Rupnikove linije in gozdne ceste blizu Vrhnike in je danes pokrita z železobetonsko mrežo. Vstop v vhodno brezno je možen samo z jamarskim znanjem in opremo.
Leta 1991 so jo odkrili člani Jamarskega društva Ivan Michler z Vrhnike, v močnem deževju, ko se je le kak dan ali dva prej na novo odprlo vhodno brezno.  Ime jame je bilo izbrano kot protiutež tedaj že znani Logaški jami v sosednji občini.